# Diffusion

Modellhafte Darstellung der Durchmischung zweier Stoffe durch Diffusion

Als Diffusion (lateinisch diffusio, von lateinisch diffundere „ausgießen“, „verstreuen“, „ausbreiten“) bezeichnet man Stoff-Transport, der auf ungerichteter Zufallsbewegung der Teilchen des diffundierenden Stoffes beruht. Das Ausmaß der Zufallsbewegung der diffundierenden Teilchen ist proportional zu ihrer thermischen Energie. Bei den diffundierenden Species kann es sich unter anderem um Atome, Moleküle, Ladungsträger, Leerstellen in kristallinen Gittern oder freie Neutronen handeln. Diffusion tritt in Gasen, Flüssigkeiten, Feststoffen und Plasmen auf. Die Eigenschaft eines Materials, die Ausbreitung von gelösten Stoffen durch Diffusion zu ermöglichen, wird als Diffusivität bezeichnet. 
Führt die Diffusion in einem thermodynamischen System zu einer Durchmischung, die ohne Energiezufuhr nicht umkehrbar ist, spricht man von Dissipation.
Die Begriffe Diffusion und Diffusivität sind nicht mit der Diffusität in der Akustik zu verwechseln.
Als Transportdiffusion bezeichnet man die allmähliche Bewegung der Teilchen eines Stoffs entlang des Gradienten eines chemischen Potentials, häufig z. B. in Richtung eines Konzentrations- oder Partialdruckgefälles.
Transportdiffusion wird von Strömungen und Strömungstransport unterschieden.

## Funktionsprinzip
In einem abgeschlossenen System bewirkt Diffusion den Abbau von Konzentrationsunterschieden bis hin zur vollständigen Durchmischung. Die Zeit, die dafür benötigt wird, wächst im {\displaystyle n}-dimensionalen Raum mit der {\displaystyle n}-ten Potenz des Abstands. Diffusion ist daher vor allem im Nano- bis Millimeter-Bereich wirksam. Bei größeren Entfernungen dominiert in Flüssigkeiten und Gasen in der Regel der Stofftransport durch Strömung. 
In (porösen) Feststoffen ist zu beachten, dass die Diffusion häufig durch andere chemisch-physikalische Vorgänge wie Absorption, Adsorption, Resorption und Kapillartransport überlagert wird. 
Diffusion ist jedoch nicht von der Luftdurchlässigkeit des Materials abhängig. Bei der Osmose diffundieren kleine Moleküle durch eine geschlossene Membran, die für größere Moleküle undurchlässig ist. Entscheidend ist die Diffusivität des Materials in Bezug auf den diffundierenden Stoff.
Diffusion kann auf verschiedenen Phänomenen beruhen:
- Kollektive Diffusion ist die Diffusion mehrerer Teilchen entlang eines Konzentrationsgradienten, darunter fallen beispielsweise die Fickschen Gesetze.
- Bei der Selbstdiffusion werden dagegen einzelne Teilchen betrachtet, deren Verhalten u. a. von der Einsteinrelation beschrieben wird. Der Selbstdiffusionskoeffizient {\displaystyle D_{\text{S}}(t)} (Subskript S steht für Selbstdiffusion) ist eine Funktion der Zeit.
  - Für extrem kurze Zeiten unterhalb der Brownschen Relaxationszeit spricht man vom ballistischem Regime.
  - Für Zeiten in der Nähe der Brownschen Relaxationszeit {\displaystyle \tau _{0}} herrscht die Kurzzeitdiffusionskonstante {\displaystyle D_{\text{S}}^{\text{k}}=\lim _{t\to \tau _{0}}D_{\text{S}}(t)} vor.
  - Demgegenüber dominiert im Limes großer Zeiten die Langzeitdiffusionskonstante {\displaystyle D_{\text{S}}^{\text{l}}=\lim _{t\to \infty }D_{\text{S}}(t)}.

## Veranschaulichung
Zur Veranschaulichung der Diffusionsbewegung kleiner Teilchen kann ein Tropfen Tinte in ein Glas mit lauwarmem Wasser gegeben werden, ohne das Wasser umzurühren oder auf andere Art in Bewegung zu versetzen: Der Farbstoff verteilt sich bis das ganze Wasser gleichmäßig eingefärbt ist. Die Ausbreitung der Tinte im Wasser könnte dabei allerdings auch von konvektiven Strömungen im Glas begünstigt werden, die von Temperatur- und Dichteunterschieden angetrieben werden. 
Um diese Einflüsse zu verringern oder auszuschließen, überschichtet man eine farbige Flüssigkeit mit höherer Dichte vorsichtig mit einer Flüssigkeit mit niedrigerer Dichte, ohne dass es beim Einfüllen zu einer Durchmischung kommt. Dabei können auch sehr viskose Flüssigkeiten wie Sirup und Honig verwendet werden, um eine Verwirbelung auszuschließen. Dennoch tritt der Farbstoff allmählich von der eingefärbten Flüssigkeit in die andere über, bis eine gleichmäßige Färbung erreicht ist, denn an der Grenzfläche wandern Moleküle aus der einen Flüssigkeit in die andere und umgekehrt.

## Praktische Beispiele
- Bei der Lungenatmung der Wirbeltiere erfolgt der Gasaustausch zwischen Lungenbläschen und Blut durch Diffusion.
- Im Winter kann die warme Luft innerhalb von Gebäuden mehr Feuchtigkeit aufnehmen als die kalte Aussenluft. Aufgrund des unterschiedlich hohen Luftfeuchtegehalts von Innen- und Aussenluft ergibt sich ein Partialdruckgefälle, das die Wasserdampfdiffusion durch die Aussenwände des Gebäudes antreibt. Der rein diffusive Stofftransport durch poröse Wandbaustoffe ist jedoch gering. Größere Feuchtemengen können durch Kapillarleitung sowie Oberflächendiffusion in den Kapillar-Poren der Wand abgeführt werden.
- In der Bauphysik der Gebäudehülle muss die Wasserdampfdiffusion berücksichtigt werden, um eine Tauwasserbildung an Aussenwänden zu vermeiden. Dazu werden Dampfsperren und Dampfbremsen mit definiertem Wasserdampfdiffusionswiderstand eingesetzt.
- Stahl kann durch Eindiffundieren von Kohlenstoff und Stickstoff bei hoher Temperatur randschichtgehärtet werden oder im ungünstigen Fall korrodieren.
- Die Diffusion spielt in der Technischen Chemie eine zentrale Rolle. Häufig tritt sie hier gekoppelt mit Konvektion und chemischen Reaktionen auf. Typische Anwendungen sind Reaktor- und Katalysatordesign. In der chemischen Verfahrenstechnik erfolgt die selektive Trennung von Stoffgemischen häufig mittels Molekularsieb oder Membrantechnik. Beide Verfahren beruhen auf „kinetischer Separation“, wobei die Differenzen der Diffusion der einzelnen Stoffe in Nanoporen eine wesentliche Rolle spielen und sich dadurch Steuerungsmöglichkeiten eröffnen.
- Beim Sintern wachsen die Pulverbestandteile zusammen, indem Moleküle in angrenzende Partikel diffundieren.
- Die Diffusion von Ladungsträgern in elektrischen Leitern und Halbleitern ergibt einen elektrischen Diffusionsstrom. Umgekehrt kann ein elektrischer Stromfluss die allmähliche Diffusion von Ionen bewirken. Dies wird als Elektromigration bezeichnet.
- In Diffusionsöfen werden bei Temperaturen um 1000 °C Dotanden in das Halbleitermaterial eingebracht, um dort gezielt die elektrische Leitfähigkeit oder mechanische Eigenschaften für Bauelemente der Mikrosystemtechnik zu beeinflussen.
- Bei ambipolarer Diffusion bewegen sich Elektronen und Ionen gleichgerichtet im Plasma.
- In der Mikrobiologie wird Diffusion beim Agardiffusionstest genutzt.
- Mit der sogenannten diffusion-ordered-spectroscopy (DOSY) kann in Mischungen die translatorische Beweglichkeit einzelner Moleküle gemessen und anhand des Diffusionskoeffizienten das Molekülgewicht bestimmt werden.[8]

## Abgrenzung und Begriffe
Siehe auch: #Arten von Diffusion
Je nach Diffusionsweg unterscheidet man im Festkörper zwischen Volumendiffusion (Gitterdiffusion), Korngrenzendiffusion und Grenz- bzw. Oberflächendiffusion. 
Vom Netto-Stofftransport durch Transportdiffusion unterscheidet man Selbstdiffusion und Rotationsdiffusion. Selbstdiffusion umfasst zufällige, translatorische Molekülbewegung in sich im thermodynamischen Gleichgewicht befindlichen, ruhenden Systemen, in denen keine Gradienten des chemischen Potentials auftreten. Rotationsdiffusion ist ein Prozess, durch den die statistische Gleichgewichtsverteilung der räumlichen Orientierungen von Molekülen oder Teilchen aufrechterhalten oder wiederhergestellt wird.

### Transportdiffusion
Fällt ein Gradient des chemischen Potentials mit einem Gefälle der Konzentration eines Stoffes in einem Gemisch zusammen, führt Diffusion entlang des Konzentrationsgefälles gemäß dem ersten Fickschen Gesetz zu einem Ausgleich von Konzentrationsunterschieden. 
Dann tritt mit der Zeit durch die gleichmäßige Verteilung der beweglichen Teilchen eine vollständige Durchmischung der im Gemisch enthaltenen Stoffe ein. Bei Entmischungsprozessen wie spinodaler Entmischung findet Diffusion hingegen von Orten geringerer Konzentration zu Orten höherer Konzentration statt, wobei auch hierdurch das für das entmischende System relevante thermodynamische Potential abnimmt.

### Transportdiffusion und Konvektion
Im Gegensatz zur ungerichteten Teilchenbewegung bei der Diffusion, wird die Teilchenbewegung in einem strömenden Fluid in der Physik als Konvektion oder Strömungstransport bezeichnet. Die Teilchen bewegen sich hierbei überwiegend in die gleiche Richtung, so dass auf makroskopischer Ebene eine gerichtete Teilchenbewegung vorliegt.
Entsprechend enthalten Transportmodelle neben einem Diffusions-Term typischerweise einen separaten Konvektions-Term, der eine Strömungsgeschwindigkeit enthält.
Während Konvektion typischerweise durch persistente Gradienten des chemischen Potentials aufrechterhalten wird, bauen Diffusionsprozesse Unterschiede des chemischen Potentials ab. 

### Oberflächendiffusion
Auf Oberflächen von Festkörpern kann es zu zweidimensionaler Oberflächendiffusion kommen.
Dabei verlassen einige Moleküle das Gefüge, andere füllen die entstehenden Leerstellen auf. Begünstigend wirkt sich aus, dass an der Oberfläche Leerstellen in großer Menge zur Verfügung stehen und der Konzentrationsunterschied der Atome im Festkörper und außerhalb desselben groß ist. Die Aktivierungsenergie ist entsprechend gering und ermöglicht einen großen Massefluss.
Oberflächendiffusion findet auch an den Porenwänden in porösen Stoffen wie etwa Mauerziegeln statt. 
Bei steigender relativer Luftfeuchte lagern sich vermehrt Wassermoleküle sorptiv an den Porenwänden der Ziegel an. Ab etwa 60 % relativer Luftfeuchte werden die Wassermoleküle im Sorbatfilm so beweglich, dass sich der Stofftransport durch das poröse Material gegenüber der reinen Dampfdiffusion deutlich erhöht.

### Effusion
Transportdiffusion wird im Wesentlichen durch den Impulsaustausch beim Zusammenstoß von Molekülen innerhalb eines Fluids angetrieben.
Dies gilt auch, wenn beispielsweise dampfförmige Wassermoleküle durch größeren Poren von porösen Stoffen wie Mauerziegeln diffundieren.
In Mikroporen, deren Durchmesser kleiner ist als die mittlere freie Weglänge der Zufallsbewegung der Moleküle, kollidieren die Wassermoleküle jedoch häufiger mit der Porenwand als untereinander. Dieser Vorgang wird als Effusion bezeichnet.

## Geschichte
Einer der Ersten, die systematisch Diffusionsversuche in größerem Umfang durchführten, war Thomas Graham. Aus seinen Experimenten zur Diffusion von Gasen leitete er das nach ihm benannte Grahamsche Gesetz ab:

“It is evident that the diffusiveness of the gases is inversely as some function of their density – apparently the square root of their density.”

„Es ist offensichtlich, dass die Diffusionsrate der Gase invers zu einer Funktion ihrer Dichte ist – anscheinend zur Quadratwurzel ihrer Dichte.“

“The diffusion or spontaneous intermixture of two gases in contact, is effected by an interchange in position of indefinitely minute volumes of the gases, which volumes are not necessarily of equal magnitude, being, in the case of each gas, inversely proportional to the square root of the density of that gas.”

„Die Diffusion oder spontane Mischung von zwei sich in Kontakt befindenden Gasen wird beeinflusst durch den Austausch der Position von unbestimmt kleinen Volumina der Gase, die nicht unbedingt von gleicher Größenordnung sein müssen und, im Fall jedes Gases, invers proportional zur Quadratwurzel der Dichte des Gases sind.“

In Hinblick auf Diffusion in Lösungen konnte Graham zeigen, dass die Diffusionsrate proportional zu Konzentrationsdifferenz und abhängig von der Temperatur ist (schnellere Diffusion bei höheren Temperaturen).
Weiterhin zeigte Graham die Möglichkeit auf, Mischungen von Lösungen oder Gasen mittels Diffusion zu trennen.
Thomas Graham hatte die grundlegenden Gesetze der Diffusion noch nicht ermitteln können. Dies gelang nur wenige Jahre später Adolf Fick. Er postulierte, dass das gesuchte Gesetz analog zu den Gesetzmäßigkeiten der Wärmeleitung, die Jean Baptiste Joseph Fourier ermittelt hatte, sein müsse:

„Die Verbreitung eines gelösten Körpers im Lösungsmittel geht, wofern sie ungestört unter dem ausschließlichen Einfluß der Molekularkräfte stattfindet, nach demselben Gesetze vor sich, welches Fourier für die Verbreitung der Wärme in einem Leiter aufgestellt hat, und welches Ohm bereits mit so glänzendem Erfolge auf die Verbreiterung der Elektrizität (wo es freilich bekanntlich nicht streng richtig ist) übertragen hat.“

Fick führte Experimente durch, deren Ergebnisse die Gültigkeit des später nach ihm benannten Ersten Fickschen Gesetzes belegten. Die Gültigkeit des Zweiten Fickschen Gesetzes konnte er nur aus der Gültigkeit des Ersten herleiten. Der direkte Nachweis scheiterte an seinen begrenzten analytischen und mathematischen Möglichkeiten.
Albert Einstein gelang es Anfang des 20. Jahrhunderts, die Fickschen Gesetze aus den Gesetzen der Thermodynamik abzuleiten und so der Diffusion ein sicheres theoretisches Fundament zu geben. Dabei leitete er auch die Stokes-Einstein-Beziehung zur Berechnung des Diffusionskoeffizienten her:

„Der Diffusionskoeffizient der suspendierten Substanz hängt also außer von universellen Konstanten und der absoluten Temperatur nur vom Reibungskoeffizienten der Flüssigkeit und von der Größe der suspendierten Teilchen ab.“

Einstein zeigte auch, wie man die Bewegung eines einzelnen diffundierenden Teilchens erfassen kann und damit die Brown’sche Molekularbewegung als ein Fluktuationsphänomen verstehen kann. Er berechnete die mittlere quadratische Verschiebung {\displaystyle \langle r^{2}(\tau )\rangle } eines Teilchens in der Zeit τ für den eindimensionalen Fall zu {\displaystyle \langle r^{2}(\tau )\rangle =2D\tau }. Kurze Zeit nach Einstein kam Smoluchowski auf einem anderen Weg ebenfalls zu praktisch derselben Beziehung, und daher wird diese Gleichung heute als Einstein-Smoluchowski-Gleichung bezeichnet.

## Physikalische Grundlagen
Die Diffusion bei einer bestimmten konstanten Temperatur erfolgt ohne weitere Energiezufuhr und ist in diesem Sinne passiv; vor allem in der Biologie wird die Diffusion vom aktiven Transport unterschieden.
Theoretisch ist Diffusion ein unendlich lange dauernder Vorgang. Im Rahmen der Messbarkeit kann sie jedoch häufig als in endlicher Zeit abgeschlossen betrachtet werden.

### Thermische Bewegung

Thermische Bewegung von fluoreszierenden Latex-Kügelchen (Durchmesser etwa 20 nm) in Wasser, aufgenommen mit einem SPI-Mikroskop

Die thermische Bewegung, auf der die Diffusion beruht, kann je nach betrachtetem System einen sehr unterschiedlichen Charakter haben. In Gasen ist sie geradlinig. unterbrochen von gelegentlichen Stößen. Die schnelle thermische Bewegung von Flüssigkeitsteilchen bewirkt durch häufige Stöße die wesentlich langsamere, unter dem Mikroskop beobachtbare Brownsche Bewegung mesoskopischer Objekte.
In Festkörpern erfolgen gelegentliche Ortswechsel, z. B. durch den Platztausch zweier benachbarter Teilchen, oder das „Wandern“ von Leerstellen. Bei Ladungsträgern (z. B. Ionen, Elektronen, Löchern) ist der Wärmebewegung jedoch ein Drift durch die elektrostatischen Kräfte überlagert.

### Wahrscheinlichkeit und Entropie

Illustration von Entropie

Die Bewegungsrichtung eines einzelnen Teilchens ist vollkommen zufällig. Aufgrund der Wechselwirkung mit anderen Teilchen erfolgen ständige Richtungsänderungen. Über einen längeren Zeitraum bzw. über viele Teilchen gemittelt kann sich dennoch ein Transport in eine bestimmte Richtung ergeben, z. B. wenn ein Sprung in eine bestimmte Richtung eine, vielleicht nur geringfügig, größere Wahrscheinlichkeit hat. Dies ist der Fall, wenn ein Konzentrationsunterschied (auch Konzentrationsgradient) vorhanden ist. Es entsteht dann ein Nettofluss an Teilchen, bis sich ein stationärer Zustand, das thermodynamische Gleichgewicht, einstellt. Zumeist ist der Gleichgewichtszustand die Gleichverteilung, bei der die Konzentration aller Teilchen an jedem Punkt im Raum gleich hoch ist.
Wahrscheinlichkeit und Diffusion – ein Erklärungsversuch: Angenommen 1000 Teilchen eines Stoffes wären nur in der rechten Hälfte eines Gefäßes, und 10 Teilchen in der linken Hälfte; außerdem bewegt sich jedes Teilchen durch die Brownsche Molekularbewegung eine bestimmte Strecke in eine völlig zufällige Richtung. Dann folgt: Die Wahrscheinlichkeit, dass sich eines der 1000 Teilchen zufälligerweise von der rechten in die linke Hälfte bewegt ist 100-mal größer als die Wahrscheinlichkeit, dass sich eines der nur 10 Teilchen von links nach rechts bewegt. Also werden nach einer gewissen Zeit mit hoher Wahrscheinlichkeit netto Teilchen von rechts nach links gewandert sein. Sobald die Wahrscheinlichkeit des Wanderns auf beiden Seiten gleich groß ist, sich also rechts und links je 505 Teilchen befinden, wird netto kein Massenfluss mehr stattfinden und die Konzentration bleibt überall (im Rahmen statistischer Schwankungen) gleich groß. Selbstverständlich wandern nach wie vor Teilchen von links nach rechts und umgekehrt; da es aber nun gleich viele Teile sind, lässt sich kein Unterschied in der Konzentration feststellen. Wenn man sich jetzt „rechts“ und „links“ als besonders kleine Teilräume z. B. des Tintenversuches vorstellt und alle diese Teilräume irgendwann alle die gleiche Tintenkonzentration aufweisen, hat sich die Tinte gleichmäßig verteilt.
Systeme, in denen die Teilchen regellos über das ganze Volumen verteilt sind, haben eine höhere Entropie als geordnetere Systeme, in denen sich die Teilchen bevorzugt in bestimmten Bereichen aufhalten. Diffusion führt damit zu einer Entropieerhöhung. Sie ist nach dem Zweiten Hauptsatz der Thermodynamik ein freiwillig ablaufender Prozess, der sich nicht ohne äußere Einwirkung umkehren lässt.
Die größere Entropie bei einer Verteilung über das gesamte Volumen ergibt sich auch aus der größeren Anzahl von Verteilungsmustern (oder Mikrozuständen), die die Teilchen bilden können, wenn sie mehr Platz zur Verfügung haben. Die Anzahl der Mikrozustände, die denselben Makrozustand bilden, heißt sein statistisches Gewicht {\displaystyle \Omega }. Damit hat eine großräumige Verteilung auch ein höheres statistisches Gewicht im Vergleich zu einer räumlich konzentrierten Anordnung und ist deshalb auch wahrscheinlicher. Die Entropie ({\displaystyle S=k\cdot \ln \Omega }) eines Makrozustands ist somit ein Maß für dessen Wahrscheinlichkeit.

### Analogie zur Wärmeleitung und Leitung von elektrischem Strom
Die Diffusion folgt Gesetzmäßigkeiten, die denen der Wärmeleitung äquivalent sind. Daher kann man Gleichungen, die den einen Prozess beschreiben, für den anderen übernehmen.

### Diffusion gelöster Teilchen
Bei festgelegtem Druck {\displaystyle p} und festgelegter Temperatur {\displaystyle T} ist aus dem Blickwinkel der Thermodynamik der Gradient des chemischen Potentials {\displaystyle \mu } die treibende Ursache des Stoffstroms. Der Fluss ergibt sich somit zu:
{\displaystyle J=-K\left({\frac {\partial \mu }{\partial x}}\right)_{p,T}}
- {\displaystyle J}: Teilchenstromdichte (Fluss) in mol · m−2 · s−1
- {\displaystyle \mu }: Chemisches Potential in J · mol−1
- {\displaystyle x}: Länge in m
- {\displaystyle K}: ein Koeffizient in mol2 · s · kg−1 · m−3

Für einfache Anwendungsfälle kann anstelle des chemischen Potentials die Stoffmengenkonzentration {\displaystyle c} verwendet werden. Diese ist einfacher zugänglich als das chemische Potential eines Stoffes. Für ein ideales Gas ist das chemische Potential gegeben durch
{\displaystyle \mu =\mu ^{\circ }+RT\ln \left({\frac {c}{c^{\circ }}}\right)},
Dabei ist {\displaystyle \mu ^{\circ }} das chemische Potential eines sinnvoll zu wählenden Referenzzustandes, bei dem es sich jedoch nicht um einen durch Vorliegen von Standardbedingungen gekennzeichneten Standard- oder Normzustand handeln muss. Für einen nicht-idealen Stoff müssen zusätzliche Excess-Terme berücksichtigt werden, da Teilchenwechselwirkungen vorliegen (siehe Chemisches Potential). Hängt die Temperatur nicht explizit vom Ort ab, so gilt:
{\displaystyle {\frac {\partial \mu (x,t)}{\partial x}}={\frac {\partial \mu ^{\circ }}{\partial x}}+{\frac {\partial RT\ln(c(x,t)/c^{\circ })}{\partial x}}=RT{\frac {\partial \ln(c(x,t)/c^{\circ })}{\partial x}}={\frac {RTc^{\circ }}{c(x,t)}}{\frac {\partial c(x,t)/c^{\circ }}{\partial x}}={\frac {RT}{c(x,t)}}{\frac {\partial c(x,t)}{\partial x}}}
Setzt man dieses in die obige Gleichung ein, erhält man das erste Ficksche Gesetz:
{\displaystyle J=-K{\frac {\partial \mu }{\partial x}}=-K{\frac {RT}{c}}{\frac {\partial c}{\partial x}}=-D{\frac {\partial c}{\partial x}}}
Hierbei wurde der Diffusionskoeffizient {\displaystyle D} eingeführt. Der Zusammenhang der Koeffizienten {\displaystyle K} und {\displaystyle D} ist
{\displaystyle K={\frac {Dc}{RT}}}
wobei
- {\displaystyle D}: Diffusionskoeffizient in m2 s−1
- {\displaystyle c}: Stoffmengenkonzentration in mol · m−3
- {\displaystyle T}: Temperatur in K
- {\displaystyle R}: Universelle Gaskonstante in J · K−1 · mol−1

Bei sehr geringen Konzentrationen (einzelne Moleküle) ist diese Betrachtung nicht mehr ohne weiteres zulässig, da die klassische Thermodynamik Lösungen als Kontinuum betrachtet. Bei hohen Konzentrationen beeinflussen sich die Teilchen gegenseitig, so dass bei anziehender Wechselwirkung der Konzentrationsausgleich langsamer, bei abstoßender schneller erfolgt. Das chemische Potential ist in diesen Fällen nicht mehr logarithmisch von der Konzentration abhängig.

### Erstes Ficksches Gesetz
Nach dem Ersten Fickschen Gesetz ist die Teilchenstromdichte {\displaystyle J} proportional zum Konzentrationsgradienten {\displaystyle \partial c/\partial x} entgegen der Diffusionsrichtung. Die Proportionalitätskonstante (Transportkoeffizient) ist der Diffusionskoeffizient {\displaystyle D}.
{\displaystyle J=-D{\frac {\partial c}{\partial x}}}
Die Einheiten sind beispielsweise {\displaystyle [J]} = mol m−2 s−1, {\displaystyle [\partial c/\partial x]} = mol·m−4 und {\displaystyle [D]} = m2 s−1.
Die Teilchenstromdichte macht eine quantitative Aussage über die (im statistischen Mittel) gerichtete Bewegung von Teilchen, d. h. wie viele Teilchen einer Stoffmenge sich pro Zeit durch eine Fläche, die senkrecht zur Diffusionsrichtung liegt, netto bewegen. Die angegebene Gleichung gilt auch für den allgemeinen Fall, dass der Diffusionskoeffizient nicht konstant ist, sondern von der Konzentration abhängt (das ist aber streng genommen nicht mehr die Aussage des Ersten Fickschen Gesetzes).
Als Erweiterung des Fickschen Gesetzes kann die Nernst-Planck-Gleichung angesehen werden.
Messgeräte für die Teilchenstromdichte in Gasen und Flüssigkeiten basieren in der Regel auf der Anwendung des ersten Fickschen Gesetzes. Zwei Sensoren messen dabei die Konzentration des Stoffes an zwei räumlich benachbarten Punkten. Die Differenz der beiden Messwerte dient als Näherungswert von {\displaystyle \partial c} und der räumliche Abstand ist {\displaystyle \partial x}. Bei bekanntem Diffusionskoeffizienten {\displaystyle D} kann daraus die Teilchenstromdichte {\displaystyle J} berechnet werden. Eine beispielhafte Anwendung ist die Messung des transepidermalen Wasserverlusts.

### Zweites Ficksches Gesetz (Diffusionsgleichung)

#### Kontinuitätsgleichung und Differentialgleichung für den eindimensionalen Fall

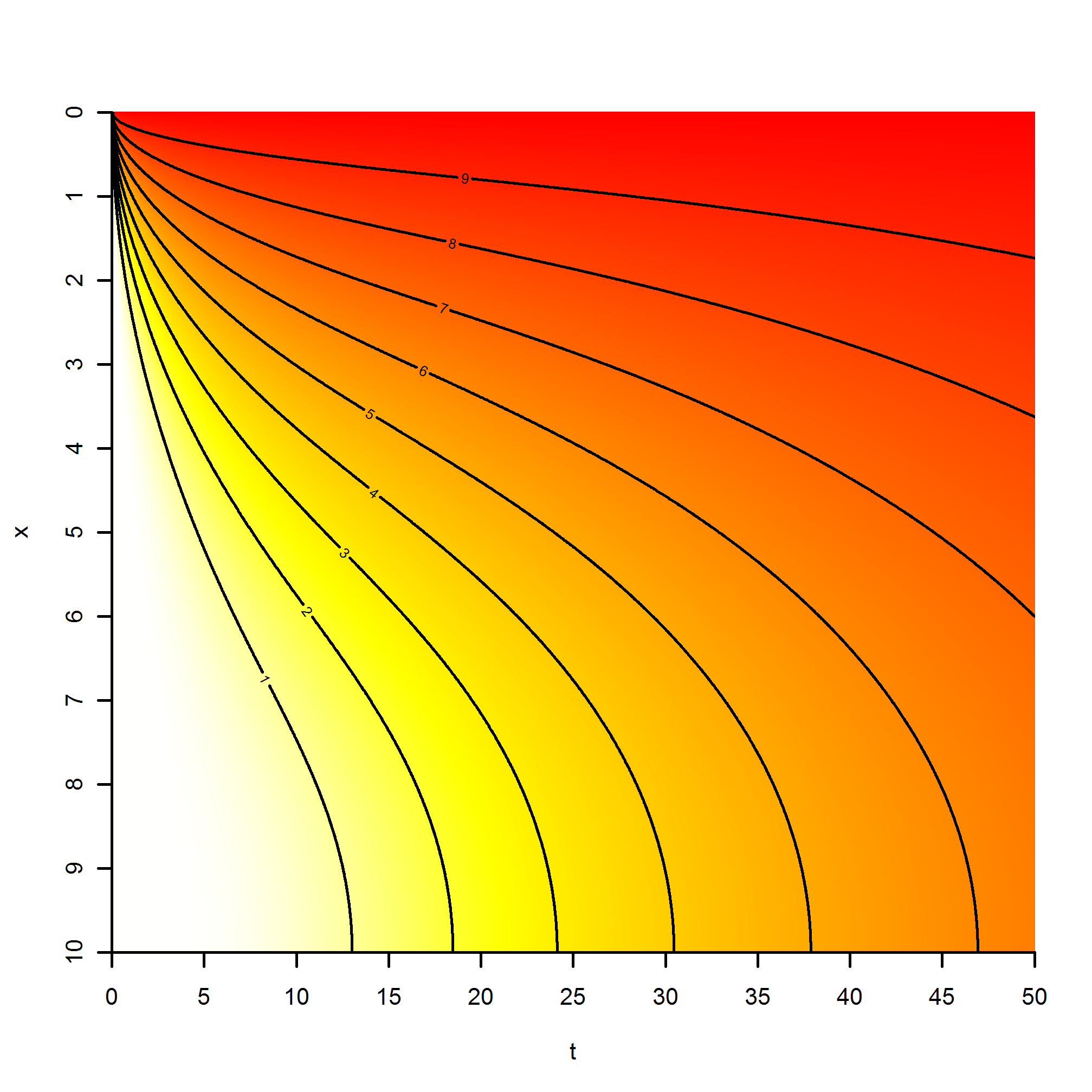
Lösung des 2. Fickschen Gesetzes für D=1, die Anfangsbedingung c(x>0,0)=0 und Randbedingungen c(x=0,t)=10 und dc(x=l,t)/dt=0. Auf der vertikalen Achse ist die Entfernung und auf der horizontalen Achse die Zeit aufgetragen. Ebenfalls dargestellt sind Isokonzen.

Mit Hilfe der Kontinuitätsgleichung (Massenerhaltung)
{\displaystyle {\frac {\partial c}{\partial t}}=-{\frac {\partial J}{\partial x}}}
ergibt sich aus dem Ersten Fickschen Gesetz die Diffusionsgleichung
{\displaystyle {\frac {\partial c}{\partial t}}={\frac {\partial }{\partial x}}\left(D{\frac {\partial c}{\partial x}}\right),}
für konstante Diffusionskoeffizienten ergibt sich hieraus
{\displaystyle {\frac {\partial c}{\partial t}}=D{\frac {\partial ^{2}c}{\partial x^{2}}}}.
Sie stellt eine Beziehung zwischen zeitlichen und örtlichen Konzentrationsunterschieden dar und eignet sich somit zur Darstellung instationärer Diffusion, im Gegensatz zum 1. Fickschen Gesetz, das einen zeitlich konstanten Diffusionsfluss beschreibt. Es existieren für diese Differentialgleichung zahlreiche analytische und numerische Lösungsansätze, die jedoch stark von den Anfangs- und Randbedingungen abhängen.
Mathematisch gesehen ist die Diffusionsgleichung identisch mit der Wärmeleitungsgleichung, ihre mathematischen Eigenschaften und Lösungsansätze werden im dortigen Artikel behandelt.

#### Differentialgleichung für den dreidimensionalen Fall
Der Fall der dreidimensionalen Diffusion lässt sich mit dem Zweiten Fickschen Gesetz in seiner allgemeinsten Form beschreiben:
{\displaystyle {\frac {\partial c}{\partial t}}=\nabla \cdot \left(D\nabla c\right)}
mit dem Nabla-Operator {\displaystyle \nabla }. Mathematisch gesehen ist auch diese Diffusionsgleichung identisch mit der (dreidimensionalen) Wärmeleitungsgleichung, ihre mathematischen Eigenschaften und Lösungsansätze werden im dortigen Artikel behandelt. Die Lösung dieser Gleichung ist in der Regel aufwändig und je nach betrachtetem Gebiet nur numerisch möglich.
Im stationären Fall, d. h. für
{\displaystyle {\frac {\partial c}{\partial t}}=0}
ergibt sich die elliptische partielle Differentialgleichung
{\displaystyle 0=\nabla \cdot \left(D\nabla c\right).}
Wenn nun zusätzlich der Diffusionskoeffizient isotrop ist, erhält man eine Differentialgleichung vom Laplace-Typ.
Ist neben der Diffusion auch ein gerichteter Transport beteiligt, so wird die Konzentrationsdynamik durch die Konvektions-Diffusions-Gleichung beschrieben.

### Arten von Diffusion
Es ist üblich, vier Arten der Diffusion zu unterscheiden. Die Diffusionskoeffizienten unterscheiden sich bei unterschiedlichen Diffusionsarten, auch wenn gleiche Teilchen unter Standardbedingungen diffundieren.

#### Selbstdiffusion
Wenn in einem Gas, einer reinen Flüssigkeit oder einer Lösung kein makroskopischer Gradient existiert, findet ausschließlich echte Selbstdiffusion (engl.: self diffusion) statt. Selbstdiffusion (oft auch als Intradiffusion bezeichnet) ist der Transport von Teilchen innerhalb derselben Substanz, beispielsweise Wassermoleküle in reinem Wasser oder Natriumionen in einer NaCl-Lösung. Da dieses wegen der schwierigen Unterscheidbarkeit physikalisch und chemisch gleicher Teilchen allenfalls mit großem Aufwand zu beobachten ist, nähert man Selbstdiffusion oft mit isotopischen Tracern desselben Stoffes an, beispielsweise 22Na+ für Natriumionen. Dabei geht man davon aus, dass der Gradient, der durch Zugabe des Tracers entsteht, vernachlässigbar klein ist.
Selbstdiffusion ist ein Modell zur Beschreibung der Brownschen Molekularbewegung. Die gemessenen Diffusionskoeffizienten lassen sich über {\displaystyle \sigma ^{2}=2D} in die mittlere quadratische Verschiebung eines Teilchens pro Zeitspanne umrechnen.
Eine besonders geeignete Methode zur Messung von Selbstdiffusionskoeffizienten stellt die Feldgradienten-NMR dar. Hier werden keine isotopischen Tracer benötigt, da physikalisch und chemisch gleiche Teilchen mittels der Kernspin-Präzessionsphase eines im Teilchen befindlichen Atomkerns unterscheidbar werden. Mit dieser NMR-Technik können sowohl Selbstdiffusionskoeffizienten in reinen Flüssigkeiten, wie auch in komplexen, fluiden Gemischen sehr präzise ermittelt werden.
Der Selbstdiffusionskoeffizient des reinen Wassers wurde äußerst genau gemessen und dient daher häufig als Referenzwert. Er beträgt 2,299·10−9 m²·s−1 bei 25 °C und 1,261·10−9 m²·s−1 bei 4 °C.

#### Tracerdiffusion
Tracerdiffusion ist die Diffusion geringer Konzentrationen eines Stoffes in einer Lösung einer zweiten Substanz. Tracerdiffusion unterscheidet sich von der Selbstdiffusion dahingehend, dass ein markiertes Teilchen eines anderen Stoffes als Tracer benutzt wird, z. B. 42K+ in NaCl-Lösung. Häufig werden radioaktiv oder fluoreszenzmarkierte Tracer verwendet, da man diese sehr gut detektieren kann. Bei unendlicher Verdünnung sind die Diffusionskoeffizienten von Selbst- und Tracerdiffusion identisch.

#### Klassische Ficksche Diffusion
Dies bezeichnet die Diffusion entlang eines relativ starken Gradienten. Bei dieser Art der Diffusion ist eine Approximation des Diffusionskoeffizienten am besten möglich.

#### Gegendiffusion
Gegendiffusion (engl.: counter diffusion) tritt auf, wenn entgegengesetzte Gradienten vorhanden sind, so dass Teilchen in entgegengesetzte Richtungen diffundieren.

### Diffusion von Gasen
Prinzipiell unterscheidet sich die Diffusion von Teilchen in Gasen hinsichtlich ihrer Gesetzmäßigkeiten nicht von der Diffusion gelöster Teilchen in Flüssigkeiten. Allerdings ist die Geschwindigkeit der Diffusion (bei vergleichbaren Gradienten) hier um Größenordnungen höher, da auch die Bewegung einzelner Teilchen in Gasen erheblich schneller ist.
Die Diffusion verdünnter Gase in Multikomponentensystemen lässt sich mit dem Modell der Maxwell-Stefan-Diffusion beschreiben.

### Diffusion in Festkörpern
In einem perfekten Kristallgitter schwingt jedes Gitterteilchen um seinen festen Gitterplatz und kann diesen nicht verlassen. Eine notwendige Voraussetzung für Diffusion in einem kristallinen Festkörper ist daher das Vorliegen von Gitterfehlstellen. Nur durch diese Bedingung können Platzwechsel von Atomen oder Ionen, und damit ein Stofftransport stattfinden. Es sind verschiedene Mechanismen denkbar:
- Die Teilchen „springen“ in Leerstellen des Gitters, sodass sich Leerstellen durch das Gitter bewegen und ein Nettofluss von Teilchen stattfindet. Dieser Mechanismus wurde durch den Kirkendall-Effekt nachgewiesen.
- Kleinere Teilchen bewegen sich durch die Gitterzwischenräume. Er führt im Vergleich zur Diffusion über Leerstellen zu sehr hohen Diffusionskoeffizienten. Auch dieser Mechanismus wurde experimentell nachgewiesen.
- Zwei Teilchen tauschen die Plätze oder es finden Ringtausche zwischen mehreren Teilchen statt. Dieser hypothetische Mechanismus konnte experimentell bisher nicht bestätigt werden.
- Falls freie Ladungsträger in Halbleitern hinreichend viel Streuung erfahren (z. B. an Phononen, Elektronen und Störstellen), propagieren sie ebenfalls diffusiv.

Auch die Diffusion in Kristallen lässt sich durch die Fickschen Gesetze beschreiben. Allerdings können Diffusionskoeffizienten hier von der Raumrichtung abhängen (Anisotropie). Die im isotropen Fall skalaren Diffusionskoeffizienten werden dann zu einem Tensor zweiter Stufe, genannt Diffusionstensor. Deshalb ist der Diffusionsweg eine wichtige Größe zur Beschreibung von Diffusionsvorgängen in Festkörpern.
Im Falle von Anisotropie schreibt sich beispielsweise das erste Ficksche Gesetz wie folgt:
{\displaystyle {\vec {j}}=-{\overline {\overline {D}}}\nabla c\,}
in dem nun
{\displaystyle {\overline {\overline {D}}}={\begin{bmatrix}D_{x}&D_{xy}&D_{xz}\\D_{yx}&D_{y}&D_{yz}\\D_{zx}&D_{zy}&D_{z}\end{bmatrix}}}
eine 3×3-Matrix ist, die als Diffusions-Tensor (oder Diffusionsmatrix) bezeichnet wird. Diese Matrix ist symmetrisch und hat daher jedoch nur sechs unabhängige Komponenten.
Die Diffusion in nichtkristallinen (amorphen) Festkörpern ähnelt in mechanistischer Hinsicht der in Kristallen, wobei allerdings die Unterscheidung zwischen regulären und irregulären Gitterplätzen entfällt. Mathematisch können solche Prozesse gut wie die Diffusion in Flüssigkeiten beschrieben werden.

### Fokker-Planck-Gleichung
Eine zusätzliche treibende Größe durch ein vorhandenes Potential führt dazu, dass die Gleichverteilung nicht mehr dem stationären Zustand entspricht. Die Theorie dazu liefert die Fokker-Planck-Gleichung.

### Sonderfall: Anomale Diffusion
Bei den vorstehend beschriebenen Diffusionsprozessen, die durch die Ficksche Diffusionsgleichung beschrieben werden können, steigt die mittlere quadratische Auslenkung {\displaystyle \langle \Delta x^{2}\rangle (t)} der diffundierenden Teilchen (also der mittlere Abstand der Teilchen zu ihrem Startpunkt nach der Zeit {\displaystyle t}) proportional zur Zeit an:
{\displaystyle \langle \Delta x^{2}\rangle (t)\propto t}
Diese Gesetzmäßigkeit folgt aus der Theorie der Brown’schen Molekularbewegung. In Zellen können aber auch andere Gesetzmäßigkeiten beobachtet werden, beispielsweise bei der Bewegung von Makromolekülen durch das Cytoplasma der Zelle. Dieses mit Organellen und (Makro)molekülen dicht besetzte Medium führt zu einer gebremsten Diffusionsbewegung, die einem Potenzgesetz folgt. Es gilt dann:
{\displaystyle \langle \Delta x^{2}\rangle (t)\propto t^{\alpha }}
Für diese gebremste Bewegung, die Subdiffusion genannt wird, gilt {\displaystyle 0<\alpha <1}. Es existieren auch Diffusionsprozesse, bei denen {\displaystyle \alpha >1} ist, die also beschleunigt sind. Diese werden als Superdiffusion bezeichnet.

### Sonderfall: Erleichterte Diffusion (Biologie)
Die erleichterte Diffusion oder Permeabilität beschreibt in der Biologie die Möglichkeit für bestimmte Stoffe, eine Biomembran leichter zu durchdringen, als dies eigentlich aufgrund ihrer Größe, Ladung, Polarität etc. möglich wäre. Bestimmte Proteine, sogenannte Tunnelproteine, bilden einen Tunnel durch die Zellmembran, der durch seinen Durchmesser und/oder seine Ladungsverteilung bestimmte Stoffe leichter passieren lässt als durch die „geschlossene“ Membran (etwa Ionenkanäle).